# Kim Peek
Kim Peek, av sina vänner även kallad Kimputer, född 11 november 1951 i Salt Lake City, Utah, död 19 december 2009 i Murray, Utah, var en berömd amerikansk savant. Han var bosatt i Salt Lake City i Utah och var inspirationen till rollfiguren Raymond Babbitt i filmen Rain Man (1988).

## Biografi
Peek föddes med en defekt i hjärnan, han saknade hjärnbalk och intilliggande nerver vilket gjorde att hans högra och vänstra hjärnhalvor inte hade någon kontakt med varandra. Hans minne var enormt. Han kunde redogöra för över 12 000 böcker, kunde redogöra för 1000-tals filmer i detalj, han kunde de flesta städer på jorden, vilken veckodag ett speciellt datum hade och så vidare. Samtidigt kunde han exempelvis inte klä på sig själv och hans far fick hjälpa honom med att knyta skosnörena. NASA testade Peek för att försöka utröna vad som gav honom den särskilda minneskapaciteten. Han var med i flera tv-dokumentärer som har visats över hela världen. 
Kim Peek avled i en hjärtinfarkt i sitt hem i Salt Lake City den 19 december 2009.